# Mistrzostwa Świata U-20 w Rugby Union Mężczyzn 2009
Mistrzostwa Świata Juniorów w Rugby Union 2009 (od nazwy sponsora 2009 IRB Toshiba Junior World Championship) – drugie mistrzostwa świata w rugby union dla drużyn narodowych do lat 20, organizowane przez IRB. Turniej został rozegrany w Japonii w dniach 5–21 czerwca 2009 roku. Wzięło w nim udział szesnaście drużyn, a tytułu bronił zespół Nowej Zelandii.
Japoński Związek Rugby otrzymał prawa do organizacji zawodów w maju 2008 roku. Podział na grupy ogłoszono w listopadzie tego roku, zaś szczegółowy harmonogram rozgrywek w lutym 2009 roku. Sędziowie zawodów zostali wyznaczeni na początku kwietnia tego roku.
W rozegranym na pięciu stadionach turnieju wzięło udział szesnaście zespołów. Przez trzy meczowe dni rywalizowały one systemem kołowym podzielone na cztery czterozespołowe grupy. Druga faza zawodów rozgrywana była w ciągu dwóch meczowych dni systemem pucharowym i obejmowała półfinały i finały – o mistrzostwo rywalizowali zwycięzcy grup, drużyny z drugich miejsc o pozycję piątą, kolejna czwórka walczyła o siódme miejsce, natomiast najsłabsze w fazie grupowej zespoły o miejsce trzynaste. Tytuł mistrzowski obroniła Nowa Zelandia, która w finale pokonała Anglię. Najwięcej punktów zdobył reprezentant Anglii, Tom Homer, w klasyfikacji przyłożeń z ośmioma zwyciężył zaś przedstawiciel triumfatorów, Zac Guildford. W związku z reformą rozgrywek obsada kolejnego turnieju została zmniejszona do dwunastu reprezentacji, toteż relegowane do regionalnych kwalifikacji zostały cztery najsłabsze zespoły tej edycji.
Najtańsze ulgowe bilety kosztowały 300, a normalne 1300 jenów, a na stadionach zjawiło się nieco ponad sto tysięcy widzów. Turniej był transmitowany przez szesnaście stacji telewizyjnych z całego świata odbieranych w 135 krajach – zaplanowano 154 godziny transmisji na żywo, a dwa spotkania każdej rundy były transmitowane w Internecie.
Sponsorem zawodów była firma Toshiba. W trakcie trwania turnieju IRB regularnie publikowała statystyki.

## Stadiony
| Miasto       | Stadion                         | Pojemność |
| ------------ | ------------------------------- | --------- |
| Tokio        | Stadion Chichibunomiya          | 27 188    |
| Nagoja       | Mizuho Rugby Stadium            | 15 000    |
| Higashiōsaka | Kintetsu Hanazono Rugby Stadium | 30 000    |
| Fukuoka      | Level-5 Stadium                 | 22 563    |
| Tosu         | Best Amenity Stadium            | 24 490    |

## Uczestnicy
| Grupa | Zespół                 | Liczba występów | Poprzednia pozycja |
| ----- | ---------------------- | --------------- | ------------------ |
| A     | Nowa Zelandia U-20     | 1               | 1                  |
| A     | Irlandia U-20          | 1               | 9                  |
| A     | Argentyna U-20         | 1               | 8                  |
| A     | Urugwaj U-20           | –               | awans z JWRT 2008  |
| B     | Anglia U-20            | 2               | 2                  |
| B     | Samoa U-20             | 1               | 7                  |
| B     | Szkocja U-20           | 1               | 10                 |
| B     | Japonia U-20           | 1               | 15                 |
| C     | Południowa Afryka U-20 | 1               | 3                  |
| C     | Francja U-20           | 1               | 6                  |
| C     | Fidżi U-20             | 1               | 14                 |
| C     | Włochy U-20            | 1               | 11                 |
| D     | Australia U-20         | 1               | 5                  |
| D     | Walia U-20             | 1               | 4                  |
| D     | Tonga U-20             | 1               | 13                 |
| D     | Kanada U-20            | 1               | 12                 |

## Faza grupowa

### Grupa A
| 5 czerwca 200917:00 UTC+09:00 | Argentyna U-20 | 9:16 | Irlandia U-20                     | Mizuho Rugby Stadium, Nagoja Sędzia: Chris Pollock |
| 5 czerwca 200917:00 UTC+09:00 | Rosati 9 (3K)  | 9:16 | Spence 5 (P), McKinley 11 (pd 3K) | Mizuho Rugby Stadium, Nagoja Sędzia: Chris Pollock |

| 5 czerwca 200919:00 UTC+09:00 | Nowa Zelandia U-20 | 75:0 | Urugwaj U-20 | Mizuho Rugby Stadium, Nagoja Sędzia: James Leckie |
| 5 czerwca 200919:00 UTC+09:00 | Guildford 15 (3P), Rei 18 (2P 4pd), Stanley 5 (P), Stanaway-Teao 10 (2P), Cruden 2 (pd), Wilson 5 (P), Treeby 5 (P), Robinson 10 (2P), Eru 5 (P) | 75:0 |              | Mizuho Rugby Stadium, Nagoja Sędzia: James Leckie |
| 5 czerwca 200919:00 UTC+09:00 | Ormaechea | 75:0 |              | Mizuho Rugby Stadium, Nagoja Sędzia: James Leckie |

| 9 czerwca 200917:00 UTC+09:00 | Argentyna U-20                                                                | 33:15 | Urugwaj U-20                                     | Mizuho Rugby Stadium, Nagoja Sędzia: Andrew Small |
| 9 czerwca 200917:00 UTC+09:00 | Garriga 5 (P), Bonilla 13 (P pd 2K), Molina 5 (P), Guzmán 5 (P), Kessen 5 (P) | 33:15 | Brancato 5 (pd K), Verde 5 (P), Etcheverry 5 (P) | Mizuho Rugby Stadium, Nagoja Sędzia: Andrew Small |

| 9 czerwca 200919:00 UTC+09:00 | Irlandia U-20                                               | 0:17 | Nowa Zelandia U-20 | Mizuho Rugby Stadium, Nagoja Sędzia: Jérôme Garcès |
| 9 czerwca 200919:00 UTC+09:00 | Cruden 3 (K), Stanley 5 (P), Robinson 4 (2pd), Treeby 5 (P) | 0:17 |                    | Mizuho Rugby Stadium, Nagoja Sędzia: Jérôme Garcès |
| 9 czerwca 200919:00 UTC+09:00 | Spence                                                      | 0:17 | Robinson           | Mizuho Rugby Stadium, Nagoja Sędzia: Jérôme Garcès |

| 13 czerwca 200913:00 UTC+09:00 | Irlandia U-20                                                                                | 45:0 | Urugwaj U-20 | Mizuho Rugby Stadium, Nagoja Sędzia: Carlo Damasco |
| 13 czerwca 200913:00 UTC+09:00 | Shiels 10 (2P), Murray 10 (5pd), Kearney 10 (2P), Burke 5 (P), McGregor 5 (P), Keating 5 (P) | 45:0 |              | Mizuho Rugby Stadium, Nagoja Sędzia: Carlo Damasco |

| 13 czerwca 200915:00 UTC+09:00 | Argentyna U-20                                | 9:48 | Nowa Zelandia U-20                                                                                        | Mizuho Rugby Stadium, Nagoja Sędzia: James Leckie |
| 13 czerwca 200915:00 UTC+09:00 | Rosati 3 (K), Lucchetti 3 (dg), Bonilla 3 (K) | 9:48 | Robinson 5 (pd K), Wilson 5 (P), Guildford 5 (P), Tuitavake 15 (3P), Rei 8 (4pd), Hall 5 (P), Dixon 5 (P) | Mizuho Rugby Stadium, Nagoja Sędzia: James Leckie |
| 13 czerwca 200915:00 UTC+09:00 | Tuculet                                       | 9:48 | | Mizuho Rugby Stadium, Nagoja Sędzia: James Leckie |

### Grupa B
| 5 czerwca 200917:00 UTC+09:00 | Samoa U-20                                                   | 17:14 | Szkocja U-20               | Stadion Chichibunomiya, Tokio Sędzia: Andrew Small |
| 5 czerwca 200917:00 UTC+09:00 | Selesele 5 (P), Laulala 4 (2pd), Faimoa 5 (P), Wilson 3 (dg) | 17:14 | Horne 9 (3K), Dunbar 5 (P) | Stadion Chichibunomiya, Tokio Sędzia: Andrew Small |

| 5 czerwca 200919:00 UTC+09:00 | Anglia U-20                                                                                  | 43:0 | Japonia U-20 | Stadion Chichibunomiya, Tokio Sędzia: Peter Allan |
| 5 czerwca 200919:00 UTC+09:00 | Ovens 5 (P), Homer 13 (5pd K), York 5 (P), Eves 5 (P), Lowe 5 (P), Fearns 5 (P), Lawes 5 (P) | 43:0 |              | Stadion Chichibunomiya, Tokio Sędzia: Peter Allan |
| 5 czerwca 200919:00 UTC+09:00 | Baker · Marler                                                                               | 43:0 |              | Stadion Chichibunomiya, Tokio Sędzia: Peter Allan |

| 9 czerwca 200917:00 UTC+09:00 | Anglia U-20                                                                | 30:7 | Szkocja U-20                   | Stadion Chichibunomiya, Tokio Sędzia: Chris Pollock |
| 9 czerwca 200917:00 UTC+09:00 | Homer 10 (2pd 2K), Sharples 5 (P), Trinder 5 (P), Eves 5 (P), Fearns 5 (P) | 30:7 | Jericevich 5 (P), Horne 2 (pd) | Stadion Chichibunomiya, Tokio Sędzia: Chris Pollock |

| 9 czerwca 200919:00 UTC+09:00 | Japonia U-20                  | 20:29 | Samoa U-20                                                             | Stadion Chichibunomiya, Tokio Sędzia: Ian Smith |
| 9 czerwca 200919:00 UTC+09:00 | Toyosima 5 (P), Arita 15 (3P) | 20:29 | Sufia 5 (P), Laulala 9 (3pd K), Laau 5 (P), Sefo 5 (P), Selesele 5 (P) | Stadion Chichibunomiya, Tokio Sędzia: Ian Smith |
| 9 czerwca 200919:00 UTC+09:00 | Afatia                        | 20:29 |                                                                        | Stadion Chichibunomiya, Tokio Sędzia: Ian Smith |

| 13 czerwca 200913:00 UTC+09:00 | Anglia U-20                                                                                               | 52:7 | Samoa U-20                     | Stadion Chichibunomiya, Tokio Sędzia: Pascal Gaüzère |
| 13 czerwca 200913:00 UTC+09:00 | Trinder 10 (2P), Homer 14 (4pd 2K), Lowe 5 (P), Fearns 10 (2P), Youngs 5 (P), Clegg 3 (K), Sharples 5 (P) | 52:7 | Falealii 5 (P), Laulala 2 (pd) | Stadion Chichibunomiya, Tokio Sędzia: Pascal Gaüzère |
| 13 czerwca 200913:00 UTC+09:00 | Saofaiga                                                                                                  | 52:7 |                                | Stadion Chichibunomiya, Tokio Sędzia: Pascal Gaüzère |

| 13 czerwca 200915:00 UTC+09:00 | Japonia U-20                       | 7:12 | Szkocja U-20                               | Stadion Chichibunomiya, Tokio Sędzia: Ian Smith |
| 13 czerwca 200915:00 UTC+09:00 | Minamihashi 5 (P), Nakasone 2 (pd) | 7:12 | Anderson 5 (P), Fusaro 5 (P), Horne 2 (pd) | Stadion Chichibunomiya, Tokio Sędzia: Ian Smith |

### Grupa C
| 5 czerwca 200917:00 UTC+09:00 | Francja U-20 | 43:13 | Włochy U-20                         | Kintetsu Hanazono Rugby Stadium, Higashiōsaka Sędzia: Javier Mancuso |
| 5 czerwca 200917:00 UTC+09:00 | Slimani 5 (P), Bernard 4 (2pd), Fall 10 (2P), Cazenave 5 (P), Namy 5 (P), Guillot 5 (P), Barraud 4 (2pd), Doumayrou 5 (P) | 43:13 | Benvenuti 11 (P 2K), Mortali 2 (pd) | Kintetsu Hanazono Rugby Stadium, Higashiōsaka Sędzia: Javier Mancuso |

| 5 czerwca 200919:00 UTC+09:00 | Fidżi U-20             | 10:36 | Południowa Afryka U-20                                                         | Kintetsu Hanazono Rugby Stadium, Higashiōsaka Sędzia: Keith Brown |
| 5 czerwca 200919:00 UTC+09:00 | Nakaitaci 10 (P pd K)  | 10:36 | S. Ebersohn 21 (P 2pd dg 3K), Stander 5 (P), R. Ebersohn 5 (P), Mastriet 5 (P) | Kintetsu Hanazono Rugby Stadium, Higashiōsaka Sędzia: Keith Brown |
| 5 czerwca 200919:00 UTC+09:00 | Kwong · Levula · Malai | 10:36 | Elstadt                                                                        | Kintetsu Hanazono Rugby Stadium, Higashiōsaka Sędzia: Keith Brown |

| 9 czerwca 200913:00 UTC+09:00 | Fidżi U-20                                                                       | 25:48 | Francja U-20 | Kintetsu Hanazono Rugby Stadium, Higashiōsaka Sędzia: Carlo Damasco |
| 9 czerwca 200913:00 UTC+09:00 | Yavala 5 (P), Vunaki 8 (pd 2K), Nasau 5 (P), Nakobukobua 5 (P), Nakaitaci 2 (pd) | 25:48 | Orioli 10 (2P), Barraud 4 (2pd), Camara 10 (2P), Griffoul 5 (P), Bernard 9 (3pd K), Lauret 5 (P), Guillot 5 (P) | Kintetsu Hanazono Rugby Stadium, Higashiōsaka Sędzia: Carlo Damasco |
| 9 czerwca 200913:00 UTC+09:00 | Yavala                                                                           | 25:48 | | Kintetsu Hanazono Rugby Stadium, Higashiōsaka Sędzia: Carlo Damasco |

| 9 czerwca 200915:00 UTC+09:00 | Włochy U-20    | 3:65 | Południowa Afryka U-20 | Kintetsu Hanazono Rugby Stadium, Higashiōsaka Sędzia: Peter Allan |
| 9 czerwca 200915:00 UTC+09:00 | Mortali 3 (K)  | 3:65 | S. Ebersohn 16 (P 4pd K), van den Heever 10 (2P), Seabela 10 (2P), Cronje 14 (2P 2pd), R. Ebersohn 5 (P), Chikukwa 5 (P), Sadie 5 (P) | Kintetsu Hanazono Rugby Stadium, Higashiōsaka Sędzia: Peter Allan |
| 9 czerwca 200915:00 UTC+09:00 | Gori · Petillo | 3:65 | Hartzenberg | Kintetsu Hanazono Rugby Stadium, Higashiōsaka Sędzia: Peter Allan |

| 13 czerwca 200915:00 UTC+09:00 | Fidżi U-20                                                        | 20:14 | Włochy U-20                      | Kintetsu Hanazono Rugby Stadium, Higashiōsaka Sędzia: Jérôme Garcès |
| 13 czerwca 200915:00 UTC+09:00 | Nakaitaci 8 (pd 2K), Ledua 5 (P), Matawalu 5 (P), Seniloli 2 (pd) | 20:14 | Benvenuti 9 (3K), Venditti 5 (P) | Kintetsu Hanazono Rugby Stadium, Higashiōsaka Sędzia: Jérôme Garcès |

| 13 czerwca 200917:00 UTC+09:00 | Francja U-20                                                                    | 27:43 | Południowa Afryka U-20                                                                                    | Kintetsu Hanazono Rugby Stadium, Higashiōsaka Sędzia: James Jones |
| 13 czerwca 200917:00 UTC+09:00 | Bernard 12 (3pd 2K), 1 karne przyłożenie 5 (P), Lapandry 5 (P), Doumayrou 5 (P) | 27:43 | Brummer 15 (3pd 3K), Mastriet 10 (2P), Marais 5 (P), S. Ebersohn 3 (dg), R. Cronje 5 (P), L. Cronje 5 (P) | Kintetsu Hanazono Rugby Stadium, Higashiōsaka Sędzia: James Jones |
| 13 czerwca 200917:00 UTC+09:00 | Bernard                                                                         | 27:43 | | Kintetsu Hanazono Rugby Stadium, Higashiōsaka Sędzia: James Jones |

### Grupa D
| 5 czerwca 200917:00 UTC+09:00 | Australia U-20 | 86:0 | Kanada U-20 | Best Amenity Stadium, Tosu Sędzia: James Jones |
| 5 czerwca 200917:00 UTC+09:00 | Kingi 26 (4P 3pd), To’omua 18 (2P 4pd), Fitzpatrick 5 (P), Beale 20 (4P), Tapuai 5 (P), Davies 5 (P), Coleman 5 (P) | 86:0 |             | Best Amenity Stadium, Tosu Sędzia: James Jones |

| 5 czerwca 200919:00 UTC+09:00 | Tonga U-20          | 5:51 | Walia U-20 | Best Amenity Stadium, Tosu Sędzia: Pascal Gaüzère |
| 5 czerwca 200919:00 UTC+09:00 | Mulikiha’amea 5 (P) | 5:51 | Gardiner 5 (P), Jarvis 17 (4pd 3K), Tipuric 10 (2P), Williams 5 (P), Reynolds 5 (P), Newton 4 (2pd), Sweet 5 (P) | Best Amenity Stadium, Tosu Sędzia: Pascal Gaüzère |
| 5 czerwca 200919:00 UTC+09:00 | Hifo · Tuku’afu     | 5:51 | | Best Amenity Stadium, Tosu Sędzia: Pascal Gaüzère |

| 9 czerwca 200917:00 UTC+09:00 | Australia U-20                                                                                              | 40:6 | Tonga U-20           | Best Amenity Stadium, Tosu Sędzia: James Bolabiu |
| 9 czerwca 200917:00 UTC+09:00 | Taumoepeau 5 (P), White 8 (4pd), Charles 5 (P), Davies 10 (2P), Murday 5 (P), Beale 2 (pd), Swanepoel 5 (P) | 40:6 | Morath-Hansen 6 (2K) | Best Amenity Stadium, Tosu Sędzia: James Bolabiu |

| 9 czerwca 200919:00 UTC+09:00 | Kanada U-20                               | 15:51 | Walia U-20                                                                        | Best Amenity Stadium, Tosu Sędzia: Taizō Hirabayashi |
| 9 czerwca 200919:00 UTC+09:00 | Jones 5 (pd K), Pearson 5 (P), Crow 5 (P) | 15:51 | Loxton 10 (2P), Jarvis 16 (5pd 2K), Gardiner 5 (P), Tipuric 15 (3P), Downes 5 (P) | Best Amenity Stadium, Tosu Sędzia: Taizō Hirabayashi |
| 9 czerwca 200919:00 UTC+09:00 | McKinnon                                  | 15:51 |                                                                                   | Best Amenity Stadium, Tosu Sędzia: Taizō Hirabayashi |

| 13 czerwca 200913:00 UTC+09:00 | Kanada U-20                                                        | 20:36 | Tonga U-20                                                                                       | Best Amenity Stadium, Tosu Sędzia: Javier Mancuso |
| 13 czerwca 200913:00 UTC+09:00 | Beukeboom 5 (P), Braid 5 (pd K), Johnstone 5 (P), Philippson 5 (P) | 20:36 | Finau 5 (P), Morath-Hansen 5 (P), Moli 5 (P), Hifo 6 (3pd), Lafo’ou 10 (2P), Mulikiha’amea 5 (P) | Best Amenity Stadium, Tosu Sędzia: Javier Mancuso |
| 13 czerwca 200913:00 UTC+09:00 | Takataka                                                           | 20:36 |                                                                                                  | Best Amenity Stadium, Tosu Sędzia: Javier Mancuso |

| 13 czerwca 200915:00 UTC+09:00 | Australia U-20                                                             | 38:5 | Walia U-20   | Best Amenity Stadium, Tosu Sędzia: Keith Brown |
| 13 czerwca 200915:00 UTC+09:00 | Kingi 16 (2pd 4K), Anae 5 (P), Davies 10 (2P), Simmons 5 (P), White 2 (pd) | 38:5 | Downes 5 (P) | Best Amenity Stadium, Tosu Sędzia: Keith Brown |
| 13 czerwca 200915:00 UTC+09:00 | Gardiner · Beck                                                            | 38:5 |              | Best Amenity Stadium, Tosu Sędzia: Keith Brown |

## Faza pucharowa

### Mecze o miejsca 13–16
|  | Półfinały o 13. miejsce | Półfinały o 13. miejsce | Półfinały o 13. miejsce |  |  | Mecz o 13. miejsce | Mecz o 13. miejsce | Mecz o 13. miejsce |
|  |                         |                         |                         |  |  |                    |                    |                    |
|  | 1                       | Urugwaj U-20            | 11                      |  |  |                    |                    |                    |
|  | 4                       | Kanada U-20             | 29                      |  |  |                    |                    |                    |
|  |                         |                         |                         |  |  |                    | Kanada U-20        | 22                 |
|  |                         |                         |                         |  |  |                    | Włochy U-20        | 33                 |
|  | 2                       | Japonia U-20            | 15                      |  |  |                    |                    |                    |
|  | 3                       | Włochy U-20             | 21                      |  |  | Mecz o 11. miejsce | Mecz o 11. miejsce | Mecz o 11. miejsce |
|  |                         |                         |                         |  |  |                    |                    |                    |
|  |                         |                         |                         |  |  |                    | Urugwaj U-20       | 17                 |
|  |                         |                         |                         |  |  |                    | Japonia U-20       | 54                 |

| 17 czerwca 200917:00 UTC+09:00 | Urugwaj U-20                                     | 11:29 | Kanada U-20                                                                                     | Mizuho Rugby Stadium, Nagoja Sędzia: James Jones |
| 17 czerwca 200917:00 UTC+09:00 | Albanell 3 (K), Brancato 3 (K), Etcheverry 5 (P) | 11:29 | Kliman 5 (P), Jones 4 (2pd), Barrett 5 (P), Johnstone 5 (P), Wilson-Ross 5 (P), Schneider 5 (P) | Mizuho Rugby Stadium, Nagoja Sędzia: James Jones |
| 17 czerwca 200917:00 UTC+09:00 | Kliman                                           | 11:29 |                                                                                                 | Mizuho Rugby Stadium, Nagoja Sędzia: James Jones |

| 17 czerwca 200919:00 UTC+09:00 | Japonia U-20                                    | 15:21 | Włochy U-20                                     | Mizuho Rugby Stadium, Nagoja Sędzia: Javier Mancuso |
| 17 czerwca 200919:00 UTC+09:00 | Yamashita 5 (P), Arita 5 (P), Nakasone 5 (pd K) | 15:21 | Venditti 5 (P), Benvenuti 6 (3pd), Gori 10 (2P) | Mizuho Rugby Stadium, Nagoja Sędzia: Javier Mancuso |
| 17 czerwca 200919:00 UTC+09:00 | Majstorovic · Lovotti                           | 15:21 |                                                 | Mizuho Rugby Stadium, Nagoja Sędzia: Javier Mancuso |

| 21 czerwca 200912:00 UTC+09:00 | Urugwaj U-20                                             | 17:54 | Japonia U-20 | Mizuho Rugby Stadium, Nagoja Sędzia: James Bolabiu |
| 21 czerwca 200912:00 UTC+09:00 | Magno 5 (P), Albanell 2 (pd), Pirotto 5 (P), Verde 5 (P) | 17:54 | Tsurugasaki 5 (P), Nakasone 17 (P 6pd), Shokai 10 (2P), Yamashita 5 (P), Minamihashi 10 (2P), Arita 5 (P), Tatekawa 2 (pd) | Mizuho Rugby Stadium, Nagoja Sędzia: James Bolabiu |
| 21 czerwca 200912:00 UTC+09:00 | De Freitas                                               | 17:54 | | Mizuho Rugby Stadium, Nagoja Sędzia: James Bolabiu |

| 21 czerwca 200914:00 UTC+09:00 | Kanada U-20                                                    | 22:32 | Włochy U-20                                               | Mizuho Rugby Stadium, Nagoja Sędzia: Taizō Hirabayashi |
| 21 czerwca 200914:00 UTC+09:00 | Jones 7 (2pd dg), Trainor 5 (P), Wilson-Ross 5 (P), Crow 5 (P) | 22:32 | Benvenuti 7 (P pd), Mortali 15 (P 2pd 2K), Manici 10 (2P) | Mizuho Rugby Stadium, Nagoja Sędzia: Taizō Hirabayashi |
| 21 czerwca 200914:00 UTC+09:00 | Wodzicki · Crow                                                | 22:32 | Lovotti                                                   | Mizuho Rugby Stadium, Nagoja Sędzia: Taizō Hirabayashi |

### Mecze o miejsca 9–12
|  | Półfinały o 9. miejsce | Półfinały o 9. miejsce | Półfinały o 9. miejsce |  |  | Mecz o 9. miejsce  | Mecz o 9. miejsce  | Mecz o 9. miejsce  |
|  |                        |                        |                        |  |  |                    |                    |                    |
|  | 1                      | Argentyna U-20         | 17                     |  |  |                    |                    |                    |
|  | 4                      | Tonga U-20             | 26                     |  |  |                    |                    |                    |
|  |                        |                        |                        |  |  |                    | Tonga U-20         | 25                 |
|  |                        |                        |                        |  |  |                    | Szkocja U-20       | 28                 |
|  | 2                      | Szkocja U-20           | 39                     |  |  |                    |                    |                    |
|  | 3                      | Fidżi U-20             | 26                     |  |  | Mecz o 11. miejsce | Mecz o 11. miejsce | Mecz o 11. miejsce |
|  |                        |                        |                        |  |  |                    |                    |                    |
|  |                        |                        |                        |  |  |                    | Argentyna U-20     | 27                 |
|  |                        |                        |                        |  |  |                    | Fidżi U-20         | 10                 |

| 17 czerwca 200913:00 UTC+09:00 | Argentyna U-20                                   | 17:26 | Tonga U-20                                              | Kintetsu Hanazono Rugby Stadium, Higashiōsaka Sędzia: Peter Allan |
| 17 czerwca 200913:00 UTC+09:00 | De La Vega 5 (P) Rosati 7 (P pd) Guisasola 5 (P) | 17:26 | Hifo 11 (P 3pd) Finau 5 (P) Fifita 5 (P) Pakalani 5 (P) | Kintetsu Hanazono Rugby Stadium, Higashiōsaka Sędzia: Peter Allan |
| 17 czerwca 200913:00 UTC+09:00 | Finau                                            | 17:26 |                                                         | Kintetsu Hanazono Rugby Stadium, Higashiōsaka Sędzia: Peter Allan |

| 17 czerwca 200915:00 UTC+09:00 | Szkocja U-20                                                    | 39:26 | Fidżi U-20                                                                   | Kintetsu Hanazono Rugby Stadium, Higashiōsaka Sędzia: Taizō Hirabayashi |
| 17 czerwca 200915:00 UTC+09:00 | Horne 14 (4pd 2K) Anderson 10 (2P) Fusaro 5 (P) Gillies 10 (2P) | 39:26 | Yavala 3 (K) Levula 5 (P) Ledua 5 (P) Murimurivalu 7 (P pd) Nakaitaci 6 (2K) | Kintetsu Hanazono Rugby Stadium, Higashiōsaka Sędzia: Taizō Hirabayashi |

| 21 czerwca 200912:00 UTC+09:00 | Argentyna U-20                                                                      | 27:10 | Fidżi U-20                   | Kintetsu Hanazono Rugby Stadium, Higashiōsaka Sędzia: Carlo Damasco |
| 21 czerwca 200912:00 UTC+09:00 | Lucchetti 5 (P) Rosati 8 (pd 2K) De La Vega 5 (P) Diaz Bonilla 4 (2pd) Valega 5 (P) | 27:10 | Levula 5 (P) Vunaki 5 (pd K) | Kintetsu Hanazono Rugby Stadium, Higashiōsaka Sędzia: Carlo Damasco |
| 21 czerwca 200912:00 UTC+09:00 | Escobio Ionna                                                                       | 27:10 | Malai                        | Kintetsu Hanazono Rugby Stadium, Higashiōsaka Sędzia: Carlo Damasco |

| 21 czerwca 200914:00 UTC+09:00 | Tonga U-20                                                  | 25:28 | Szkocja U-20                                                                 | Kintetsu Hanazono Rugby Stadium, Higashiōsaka Sędzia: Ian Smith |
| 21 czerwca 200914:00 UTC+09:00 | Hifo 10 (2pd 2K) Ngaluafe 5 (P) Vaiomounga 5 (P) Paea 5 (P) | 25:28 | Horne 10 (2pd 2K) McInally 5 (P) Johnston 5 (P) Anderson 5 (P) McGowan 3 (K) | Kintetsu Hanazono Rugby Stadium, Higashiōsaka Sędzia: Ian Smith |
| 21 czerwca 200914:00 UTC+09:00 | Vaiomounga · Hifo                                           | 25:28 |                                                                              | Kintetsu Hanazono Rugby Stadium, Higashiōsaka Sędzia: Ian Smith |

### Mecze o miejsca 5–8
|  | Półfinały o 5. miejsce | Półfinały o 5. miejsce | Półfinały o 5. miejsce |  |  | Mecz o 5. miejsce | Mecz o 5. miejsce | Mecz o 5. miejsce |
|  |                        |                        |                        |  |  |                   |                   |                   |
|  | 1                      | Irlandia U-20          | 17                     |  |  |                   |                   |                   |
|  | 4                      | Walia U-20             | 19                     |  |  |                   |                   |                   |
|  |                        |                        |                        |  |  |                   | Walia U-20        | 13                |
|  |                        |                        |                        |  |  |                   | Francja U-20      | 68                |
|  | 2                      | Samoa U-20             | 6                      |  |  |                   |                   |                   |
|  | 3                      | Francja U-20           | 16                     |  |  | Mecz o 7. miejsce | Mecz o 7. miejsce | Mecz o 7. miejsce |
|  |                        |                        |                        |  |  |                   |                   |                   |
|  |                        |                        |                        |  |  |                   | Irlandia U-20     | 3                 |
|  |                        |                        |                        |  |  |                   | Samoa U-20        | 9                 |

| 17 czerwca 200917:00 UTC+09:00 | Irlandia U-20                  | 17:19 | Walia U-20                      | Level-5 Stadium, Fukuoka Sędzia: Jérôme Garcès |
| 17 czerwca 200917:00 UTC+09:00 | Keating 5 (P) McKinley 12 (4K) | 17:19 | Jarvis 14 (pd 4K) Tipuric 5 (P) | Level-5 Stadium, Fukuoka Sędzia: Jérôme Garcès |
| 17 czerwca 200917:00 UTC+09:00 | Loxton                         | 17:19 |                                 | Level-5 Stadium, Fukuoka Sędzia: Jérôme Garcès |

| 17 czerwca 200919:00 UTC+09:00 | Samoa U-20     | 6:16 | Francja U-20                    | Level-5 Stadium, Fukuoka Sędzia: James Bolabiu |
| 17 czerwca 200919:00 UTC+09:00 | Laulala 6 (2K) | 6:16 | Bosch 11 (pd 3K) Lapandry 5 (P) | Level-5 Stadium, Fukuoka Sędzia: James Bolabiu |
| 17 czerwca 200919:00 UTC+09:00 | Sufia · Totini | 6:16 | De Marco · Lamerat              | Level-5 Stadium, Fukuoka Sędzia: James Bolabiu |

| 21 czerwca 200912:00 UTC+09:00 | Irlandia U-20  | 3:9 | Samoa U-20                                | Level-5 Stadium, Fukuoka Sędzia: Pascal Gaüzère |
| 21 czerwca 200912:00 UTC+09:00 | McKinley 3 (K) | 3:9 | Sefo 3 (K) Leleisiuao 3 (K) Laulala 3 (K) | Level-5 Stadium, Fukuoka Sędzia: Pascal Gaüzère |

| 21 czerwca 200914:00 UTC+09:00 | Walia U-20                     | 13:68 | Francja U-20 | Level-5 Stadium, Fukuoka Sędzia: James Leckie |
| 21 czerwca 200914:00 UTC+09:00 | Jarvis 8 (pd 2K) Harries 5 (P) | 13:68 | Bernard 33 (P 8pd 4K) Lapandry 5 (P) Bézy 5 (P) Lamerat 5 (P) Camara 5 (P) Colliat 5 (P) Slimani 5 (P) Guyot 5 (P) | Level-5 Stadium, Fukuoka Sędzia: James Leckie |
| 21 czerwca 200914:00 UTC+09:00 | Pitman · Tipuric               | 13:68 | Camara | Level-5 Stadium, Fukuoka Sędzia: James Leckie |

### Mecze o miejsca 1–4
|  | Półfinały | Półfinały              | Półfinały |  |  | Finał             | Finał                  | Finał             |
|  |           |                        |           |  |  |                   |                        |                   |
|  | 1         | Nowa Zelandia U-20     | 31        |  |  |                   |                        |                   |
|  | 4         | Australia U-20         | 17        |  |  |                   |                        |                   |
|  |           |                        |           |  |  |                   | Nowa Zelandia U-20     | 44                |
|  |           |                        |           |  |  |                   | Anglia U-20            | 28                |
|  | 2         | Południowa Afryka U-20 | 21        |  |  |                   |                        |                   |
|  | 3         | Anglia U-20            | 40        |  |  | Mecz o 3. miejsce | Mecz o 3. miejsce      | Mecz o 3. miejsce |
|  |           |                        |           |  |  |                   |                        |                   |
|  |           |                        |           |  |  |                   | Australia U-20         | 5                 |
|  |           |                        |           |  |  |                   | Południowa Afryka U-20 | 32                |

| 17 czerwca 200917:00 UTC+09:00 | Nowa Zelandia U-20                                              | 31:17 | Australia U-20                                 | Stadion Chichibunomiya, Tokio Sędzia: Andrew Small |
| 17 czerwca 200917:00 UTC+09:00 | Cruden 11 (4pd K) Guildford 10 (2P) Treeby 5 (P) Robinson 5 (P) | 31:17 | Fitzpatrick 5 (P) Kingi 7 (2pd K) Tapuai 5 (P) | Stadion Chichibunomiya, Tokio Sędzia: Andrew Small |

| 17 czerwca 200919:00 UTC+09:00 | Południowa Afryka U-20                         | 21:40 | Anglia U-20                                                            | Stadion Chichibunomiya, Tokio Sędzia: Chris Pollock |
| 17 czerwca 200919:00 UTC+09:00 | Brummer 11 (pd 3K) Stander 5 (P) Hanekom 5 (P) | 21:40 | Homer 20 (4pd 4K) Youngs 5 (P) Gaskell 5 (P) Lawes 5 (P) Trinder 5 (P) | Stadion Chichibunomiya, Tokio Sędzia: Chris Pollock |
| 17 czerwca 200919:00 UTC+09:00 | Elstadt                                        | 21:40 |                                                                        | Stadion Chichibunomiya, Tokio Sędzia: Chris Pollock |

| 21 czerwca 200913:00 UTC+09:00 | Australia U-20 | 5:32 | Południowa Afryka U-20                                        | Stadion Chichibunomiya, Tokio Sędzia: Keith Brown |
| 21 czerwca 200913:00 UTC+09:00 | Anae 5 (P)     | 5:32 | Brummer 12 (3pd 2K) Cronje 10 (2P) Heever 5 (P) Hanekom 5 (P) | Stadion Chichibunomiya, Tokio Sędzia: Keith Brown |
| 21 czerwca 200913:00 UTC+09:00 | White          | 5:32 | Schoeman · Stander                                            | Stadion Chichibunomiya, Tokio Sędzia: Keith Brown |

| 21 czerwca 200913:00 UTC+09:00 | Nowa Zelandia U-20                                                                | 44:28 | Anglia U-20                                                           | Stadion Chichibunomiya, Tokio Sędzia: James Jones |
| 21 czerwca 200913:00 UTC+09:00 | Robinson 5 (P) Guildford 10 (2P) Cruden 19 (2P 3pd K) Treeby 5 (P) Mitchell 5 (P) | 44:28 | Homer 11 (pd 3K) Gaskell 5 (P) Fearns 5 (P) Lewis 5 (P) Miller 2 (pd) | Stadion Chichibunomiya, Tokio Sędzia: James Jones |
| 21 czerwca 200913:00 UTC+09:00 | Talakai                                                                           | 44:28 |                                                                       | Stadion Chichibunomiya, Tokio Sędzia: James Jones |

## Klasyfikacja końcowa
| Pozycja | Zespół                 |
| ------- | ---------------------- |
| złoto   | Nowa Zelandia U-20     |
| srebro  | Anglia U-20            |
| brąz    | Południowa Afryka U-20 |
| 4       | Australia U-20         |
| 5       | Francja U-20           |
| 6       | Walia U-20             |
| 7       | Samoa U-20             |
| 8       | Irlandia U-20          |
| 9       | Szkocja U-20           |
| 10      | Tonga U-20             |
| 11      | Argentyna U-20         |
| 12      | Fidżi U-20             |
| 13      | Włochy U-20            |
| 14      | Kanada U-20            |
| 15      | Japonia U-20           |
| 16      | Urugwaj U-20           |